# Municipio de Ale
El municipio de Ale (en sueco: Ale kommun) es un municipio en la provincia de Västra Götaland, al sur de Suecia. Su sede se encuentra en la ciudad de Nödinge-Nol. El municipio se creó en 1974 cuando los antiguos municipios de Nödinge, Skepplanda y Starrkärr se fusionaron.

## Localidades
Hay 5 áreas urbanas (tätort) en el municipio:
| # | Tätort      | Población |
| - | ----------- | --------- |
| 1 | Nödinge-Nol | 11 458    |
| 2 | Surte       | 6311      |
| 3 | Älvängen    | 5096      |
| 4 | Skepplanda  | 1837      |
| 5 | Alvhem      | 334       |

## Ciudades hermanas
Ale está hermanado o tiene tratado de cooperación con:
- Ghanzi, Botsuana
- Budești, Moldavia